# دلتیکام
دلتیکام (انگلیسی: Delticom) شرکت خرده‌فروشی آلمانی است، که در سال ۱۹۹۹ تأسیس شد.